# Алушта
Алушта (рус. Алушта, укр. Алушта, кт. Aluşta, Алушта) град је на Криму под фактичком контролом Русије. Према гледишту Русије, град се налази у Републици Крим, док се према гледишту Украјине он налази у Аутономној Републици Крим. Према процени из 2012. у граду је живело 28.642 становника.

## Становништво
Према процени, у граду је 2012. живело 28.642 становника.
| 1979.  | 1989.  | 2001.  | 2012.  |
| ------ | ------ | ------ | ------ |
| 28.547 | 36.413 | 31.440 | 28.642 |